# Ермитаж
 Тази статия е за музея в Санкт Петербург.  За оригиналния музей вижте Ермитаж (Амстердам).  
Ермитажът в Санкт Петербург (от френски: hermitage – „място за уединение“) е най-големият музей в Русия и един от най-големите и най-старите в света художествени и културно-исторически музеи. Общата площ на музея е 127 478 m². Ермитажът влиза в Топ 10 на най-посещаваните музеи в света.

## История и колекции
Възниква през 1764 г. като частна колекция на Екатерина II (1729 – 1796). Открит е за посещения през 1852 г. Но официалната му рождена дата е 1764 г., когато в залите на сградата на Зимния дворец били изложени 225 платна на западноевропейски художници. С тях западащият берлински търговец Гоцковски погасил дълговете си към Екатерина Втора.
Първоначално Ермитажът бил замислен като място за уединение (точно това означава френската дума „ермитаж“). Към края на 18. век там вече били събрани най-добрите в Европа художествени ценности. Десетилетия наред това богатство било достъпно само за висши сановници, дипломати и приближени на царското семейство. В началото на ХХ век музеят вече разполагал с 600 хиляди произведения на изкуството и старинни културни паметници.
Днес Санктпетербургският Ермитаж е най-големият културно-исторически музей в Русия и един от най-големите в света. С него могат да се сравняват само нюйоркският Метрополитън, парижкият Лувър и Британският музей. В него се пазят над 2 700 000 творби на изкуството от различни епохи, страни и народи, представящи световната култура от няколко хилядолетия до наши дни. Всяка година той е посещаван от близо 4 млн. души.
В Ермитажа се намират богати колекции от паметници на древногръцката, античната и средновековната култура, изкуството на Западна и Източна Европа, археологически и художествени паметници на Азия, на руската култура на 6 – 19 век.
По заповед на Екатерина II през 1795 г. от Варшава е изнесена библиотеката на Залуски, която наброява почти 300 хил. тома, 10 хил. ръкописа и огромна колекция от гравюри. Именно тя, както и художествената колекция на Кралския замък, дворцовите асамблеи на „Лазенки“, замъка на Вавел, Мистав и други, стават основа на Имперската публична библиотека на Ермитажа и на Арсенала.
В музея са включени колекциите на княз Г. А. Потьомкин (командва руската армия при победата на Крим), колекцията на берлинския търговец Й. Гоцовский, Брюлов, Кроз, Болдуин, Лайд Браун и др. Сред най-прочутите от представените художници са Микеланджело, Леонардо, Рембранд, Пикасо, Лорен, Вато, Моне, Сезан, Батиста, Тиеполо, Гоген, Ван Гог, Рубенс, Рафаело, Тициан, Веронезе, Ел Греко, Гоя, Диего Веласкес, Ван Дайк, Дьолакроа, Мане, Реноар и много други майстори, скитски и византийски художествени изделия, приложното изкуство на Урарту, древния Египет, Персия.
Общата дължина на близо 400-те зали е 22 километра. Ако посетителят прекарва по 1 минута на всеки един експонат, ще му бъдат необходими 11 години, за да разгледа всичко – при условие, че прекарва в музея по 8 часа дневно. Понастоящем в Ермитажа има 6 големи научни отдела. Със своите научноизследователски лаборатории и реставрационни ателиета, със своите блестящи учени специалисти, чийто ръководен принцип е нищо да не се добавя, скрива и поврежда, санктпетербургският Ермитаж е един истински университет за изкуство и култура.
Тук могат да се видят още имперски емблеми, бижутата на Фаберже, антично злато. Към края на царуването на Екатерина II музеят в Ермитажа се счита за една от най-големите художествени колекции на Европа. В него се съдържат почти 4000 картини, повече от 7000 рисунки, почти 8000 гравюри и около 10 000 гравирани камъни.

## Директори
- Флориан Жил
- Степан Гедеонов (1863 – 78)
- Александър Василчиков (1879 – 88)
- Сергей Трубецкой (1888 – 99)
- Иван Всеволожки (1899 – 1909)
- Дмитрий Толстой (1909 – 18)
- Сергей Тройницки (1918 – 27)
- Оскар Валдгауер (1927 – 28)
- Герман Лазарис (1928)
- Павел Кларк (1928 – 29)
- Владимир Забрежнев (1929 – 30)
- Леонид Оболенски (1930)
- Борис Легран (1931 – 1934)
- Йосиф Орбели (1934 – 1951)
- Михаил Артамонов (1951 – 1964)
- Борис Пиотровски (1964 – 1990)
- Виталий Суслов (1990 – 1992)
- Михаил Пиотровски (1992 – )

## Комплекс от сгради
Колекциите са разположени в 6 сгради, най-главната от които е Зимният дворец, използван до 1917 г. за официална резиденция на руските царе.
- Зимният дворец (1754 – 1762, архитект Б.Ф. Растрели)
- Малкият Ермитаж (1764 – 1767, архитект Ж.Б. Вален-Деламот)
- Старият Ермитаж (1771 – 1787, архитект Ю.М. Фелтен)
- Новият Ермитаж (1839 – 1852, архитект Лео фон Кленце)
- Ермитажният театър (1783 – 1787, архитект Джакомо Кваренги)

Днес в Ермитажа влизат също:
- Меншиковски дворец (1710 – 1727, архитекти Джовани Мария Фонтана, Готфрид Йохан Шедел)
- Сградата на главния щаб (архитект К.И. Росси)